# テーマはおんな
『テーマはおんな』は、1986年10月30日から同年12月25日までテレビ朝日系列局で放送されていた朝日放送製作の情報番組である。その後も1987年1月8日から同年3月26日まで『テーマはおんな・旅情編』（テーマはおんな・りょじょうへん）と題して放送されていた。
放送時間は毎週木曜 20:00 - 20:54 （日本標準時）。

## 概要
女性向けの番組として放送。当初は司会者のいる情報番組だったが、年明けとともに改題して旅番組になった。この「旅情編」は、1986年1月期から3クール・9か月間にわたり生放送された『女ひとり旅』の続編で内容・趣旨も全く同じものであった。
本番組の終了後、この時間帯は火曜21時台の連続ドラマと交換する形で、1年半ぶりにテレビ朝日制作の時代劇が再開し、代わって火曜21時台が朝日放送制作のバラエティ番組（最初は「新伍のわがまま大好き」）へと変更された。

## 前後番組
| テレビ朝日系列 木曜20:00枠                   | テレビ朝日系列 木曜20:00枠 | テレビ朝日系列 木曜20:00枠                                          |
| 前番組                                       | 番組名 | 次番組                                                              |
| -------------------------------------------- | --- | ------------------------------------------------------------------- |
| 女ひとり旅 （1986年1月9日 - 1986年10月23日） | テーマはおんな （1986年10月30日 - 1986年12月25日） ↓ テーマはおんな・旅情編 （1987年1月8日 - 1987年3月26日） ※ここまで朝日放送制作 | 傑作時代劇 （1987年4月9日 - 1987年9月17日） ※ここからテレビ朝日制作 |